# 夏だね
「夏だね」は、日本のバンドTUBEの14枚目のシングルである。1992年5月1日発売。発売元はソニー・ミュージックレコーズ。

## 概要
- 前作から10ヶ月ぶりとなるシングル。今作より、CDでは初めてタイトル曲のカラオケバージョンが収録された。
- 表題曲は、ポッキーのCM曲に起用され、発売前からオンエアされていた。なお、累計売り上げは前作を上回った。
- 2003年にアレンジミックスの夏だね~costa del sol mix~、2010年にはリミックスバージョンでMIX TUBE-Remixed by Piston Nishizawa-に収録されている。
- カップリング曲「夏に首ったけ」はカセット、CDが廃盤になって以降、長い間アルバム未収録で入手困難な状況が続いたが、2025年6月21日に各配信サイトでのダウンロード配信及びサブスクリプション配信が開始された[1]。

## 収録曲
| 全作詞: 前田亘輝、全作曲: 春畑道哉、全編曲: TUBE。 |                               |          |            |      |
| #                                                  | タイトル                      | 作詞     | 作曲・編曲 | 時間 |
| 1.                                                 | 「夏だね」                    | 前田亘輝 | 春畑道哉   | 4:43 |
| 2.                                                 | 「夏に首ったけ」              | 前田亘輝 | 春畑道哉   | 3:40 |
| 3.                                                 | 「夏だね (Original Karaoke)」 | 前田亘輝 | 春畑道哉   | 4:43 |
| 合計時間:                                          | 合計時間:                     | 13:06    |            |      |

## 収録アルバム
- 納涼 (#1)
- TUBEst II (#1)
- MIX TUBE-Remixed by Piston Nishizawa- (#1、ミックスバージョン)
- ビーチ・サイドのラブ・ストーリー (#1)
- Best of TUBEst 〜All Time Best〜 (#1)
- All Singles TUBEst -Blue- (#1)

## タイアップ
夏だね
- グリコ「ポッキー」CMソング

## 参加ミュージシャン
- 小野塚晃(DIMENSION)：キーボード
- 勝田かず樹(DIMENSION)：サクソフォーン
- 栗林誠一郎：コーラス
- 斉藤ノブ：パーカッション